# بيريا (ثيسالونيكي)
بيريا (Περαία) هي بلدة في بلدية ثيرمايكوس في مقاطعة سالونيكي،  والتي تقع في الضواحي الشرقية من سالونيك وغرب مطار سالونيك الدولي. 
تضاعف عدد سكان بيريا في السنوات العشر الماضية، وقد بلغ 18,546 نسمة وفقًا لتعداد عام 2011. 

## التاريخ
كانت بيريا مملوكة للباي التركي خلال فترة الحكم العثماني، ثم استقرت 204 عائلة بعد كارثة آسيا الصغرى (132 من غرب آسيا الصغرى و 72 من تراقيا الشرقية)، ما مجموعه 740 شخصًا. أدى اختلاف أصل اللاجئين من منطقتين إلى خلافات حول الاسم الذي سيُطلق على مخيم اللاجئين. اقترح أهل آسيا الصغرى اسم نيا سميرني، بينما اقترح التراقيون اسم نيا كاليبولي. اقترح مدير مستوطنة مقدونيا آنذاك الاسم الحالي، وبعد سحب يانصيب للأسماء الثلاثة المقترحة، ظهر اسم بيرايا من اليانصيب.
يعود تاريخ إنشاء المستوطنة إلى عام 1923 عندما لجأت العائلات الأولى بعد نزوحها إلى المنطقة. ذُكر الاسم رسمياً لأول مرة في عام 1926 في الجريدة الرسمية 217 أن مقر مجتمع بيرايا قد تم تحديده، بينما أُضيف في عامي 1971 و 1981 إلى المستوطنة الملغيتان باراليا و فالتوس.
احتفلت بلدية ثيرمايكوس بتكريم لاجئي آسيا الصغرى الذين استقروا في المنطقة، عيد ميلاد بيريا يقع في الأسبوعين الثاني من شهر سبتمبر من خلال تنظيم فعاليات ثقافية مختلفة.

## المعابد
توجد في بيرايا كنيستان رئيسيتان، الكنيسة المقدسة لتجلي المخلص في بيرا العليا التي تعود إلى عام 1922 والكنيسة المقدسة للقديسين الرسولين بطرس وبولس في كاتو بيرايا التي يعود تاريخها إلى عام 2006. 
يوجد أيضًا مصليان: الكنيسة التاريخية لميلاد العذراء (1950) على شاطئ بيريا ومصلى الشهداء الجدد المقدسين رافائيل ونيكولاوس وإيرين في فناء الكنيسة المقدسة لتجلي المسيح.

## سكان
تطور سكان بيريا على النحو التالي:
| التعداد | السكان |
| 1928    | 922    |
| 1940    | 1.092  |
| 1951    | 1.136  |
| 1961    | 1.288  |
| 1971    | 1.524  |
| 1981    | 1.722  |
| 1991    | 2.876  |
| 2001    | 13.321 |
| 2011    | 18.546 |